# Francesca Businarolo
Francesca Businarolo (Este, 11 luglio 1983) è una politica italiana.

## Biografia
È laureata in giurisprudenza all'Università degli Studi di Ferrara, con una tesi sulla giustizia amministrativa.
Ha lavorato in campo amministrativo presso privati e in studi legali.

## Attività politica
Partecipa al Movimento 5 Stelle fin dalla sua fondazione, il 4 ottobre 2009.
Alle elezioni politiche del 2013 viene eletta deputata della XVII legislatura della Repubblica Italiana nella circoscrizione VII Veneto 1 per il Movimento 5 Stelle. Il 2 luglio 2013 viene scelta dai colleghi del M5S come candidata alla vicepresidenza della Camera, poi il voto dell'aula ha visto prevalere il candidato di un altro partito. Il 9 febbraio 2015 è eletta vicecapogruppo vicario alla camera superando Claudio Cominardi ottenendo 24 voti contro 13. Al primo aveva superato Giorgio Sorial, Luca Frusone e Giulia Grillo.
Dal 12 maggio 2015 fino al 5 agosto 2015 è capogruppo e portavoce del Movimento 5 Stelle alla Camera dei deputati, subentrando a Fabiana Dadone della quale era vice capogruppo vicario.
Candidata alla Camera per il Movimento 5 Stelle capolista nel plurinominale nel collegio Verona Rovigo e nell'uninominale Villafranca di Verona.  A seguito delle elezioni politiche del 2018, il 4 marzo viene eletta alla Camera dei Deputati.

## Attività parlamentare
Nella XVIII Legislatura è componente della commissione Giustizia, che ha presieduto dal 5 marzo 2019 al 30 luglio 2020, e della commissione parlamentare per l'infanzia e l'adolescenza.
Nella XVII Legislatura ha fatto parte della Commissione Giustizia e del Comitato per la Legislazione, organi di cui è stata segretaria dell'Ufficio di Presidenza. Dal 2 ottobre 2014 è stata componente della Giunta per le Autorizzazioni e del Comitato Parlamentare per i procedimenti d'accusa.
Ha depositato oltre cento interrogazioni, alcune rivolte al ministero dei trasporti e a quello dell'ambiente sul Tav, altre al ministero dell'ambiente riguardanti la discarica Ca' Filissine di Pescantina, la discarica di Torretta, il collettore del Garda e l'inquinamento da Pfas, altre ancora al ministero della giustizia per la situazione delle carceri in Veneto (in particolare a Verona e a Rovigo) e sulla REMS di Nogara. Molte le interrogazioni su casi di whistleblowing.
Attraverso una mozione approvata alla Camera, riguardante le società partecipate, impegna il Governo ad introdurre l’obbligo di pubblicazione del curriculum e del certificato penale per i candidati.
Ha presentato otto proposte di legge. La più importante è quella che prevede la tutela per i whistleblower, ovvero quanti, dipendenti d'azienda (pubblica e privata) segnalino episodi di corruzione all'interno dell'ambiente di lavoro. Di questa proposta è stata anche la relatrice alla Camera dei Deputati, il voto finale è stato il 15 novembre 2017: ora è la legge n. 179 del 30 novembre 2017, in vigore dal 29 dicembre 2017. Altre proposte di legge che ha depositato, sono quelle per la depenalizzazione del reato di diffamazione a mezzo stampa, con la previsione di sanzioni per chi intenta citazioni civili a scopo unicamente intimidatorio e per l'estensione dell'Oiv (Organismo di valutazione della performance) anche agli enti territoriali ed al servizio Sanitario nazionale, in modo da garantire un migliore sistema di valutazione della performance.